# Stefan Kaufmann
Stefan Kaufmann (Solingen, Alemania Occidental; 4 de agosto de 1960) es un músico, compositor y productor discográfico alemán conocido mayormente por haber sido baterista de la banda de heavy metal Accept, entre 1979 y 1989, y 1992 a 1994, y por haber sido guitarrista de la banda U.D.O. entre 1996 y 2012. En 1990, inició su carrera como productor discográfico siendo el álbum en vivo Staying a Life de Accept su primer disco producido por él. Desde entonces ha producido y coproducido todos los álbumes de U.D.O. y ha trabajado con artistas como Crystal Ball, Rough Silk, Empire, Majesty, Vanize y Outrage, entre otros.

## Carrera
Ingresó a Accept en 1979 como sustituto del baterista Frank Friedrich, solo semanas antes del lanzamiento de su álbum debut. En la agrupación alemana además colaboró como compositor en varias canciones desde el disco I'm a Rebel (1980) a Eat the Heat (1989), hasta que después de girar por Norteamérica tuvo que renunciar a la banda en 1989 para iniciar un tratamiento médico. En 1992 junto con Udo Dirkschneider, Peter Baltes y Wolf Hoffmann reformaron Accept y participó en los álbumes Objection Overruled de 1993 y Death Row de 1994. No obstante, en ese último año nuevamente renunció a la banda ya que sus problemas de salud le impidieron tocar la batería.
En 1996, después de la segunda separación de Accept, se unió a U.D.O. pero como guitarrista. En dicha banda, liderada por su amigo Udo Dirkschneider, participó en todos lo álbumes desde Solid de 1997 hasta Rev-Raptor de 2011. El 13 de septiembre de 2012 se anunció su salida de U.D.O. por problemas de salud, pero continuaría trabajando con la banda en otras capacidades. En 2018, después de la salida de Bill Hudson, regresó a la banda temporalmente solo para algunas presentaciones en festivales de música mientras U.D.O. buscaba un sustituto. Adicional a su carrera como compositor y músico, en 1990 se inició como productor discográfico siendo el álbum en vivo Staying a Life de Accept su primer disco producido. Desde entonces produjo y coprodujo todos los álbumes de U.D.O. y All Areas - Worldwide de Accept.

## Discografía
| Accept - 1980: I'm a Rebel - 1981: Breaker - 1982: Restless and Wild - 1983: Balls to the Wall - 1985: Metal Heart - 1986: Russian Roulette - 1989: Eat the Heat - 1993: Objection Overruled - 1994: Death Row | U.D.O. - 1997: Solid - 1998: No Limits - 1999: Holy - 2002: Man and Machine - 2004: Thunderball - 2005: Mission No. X - 2007: Mastercutor - 2009: Dominator - 2011: Rev-Raptor |